# Virslīga 1992
L'edizione 1992 della Virslīga fu la 1ª del massimo campionato lettone di calcio dopo la ritrovata indipendenza e la 18ª con questa denominazione; vide la vittoria finale dello Skonto Rīga, al suo primo titolo con il nuovo formato.
Capocannoniere del torneo fu Vjačeslavs Ževņerovičs (VEF), con 19 reti.

## Stagione

### Novità
Si trattò del primo campionato dopo la ritrovata indipendenza lettone; lo disputarono le prime dieci classificate del campionato precedente, che era ancora un campionato regionale sovietico. Vi presero parte le prime dieci classificate del campionato precedente (in pratica tutte quelle che avevano disputato il girone per il titolo), il Daugava e il RAF Jelgava (due squadre lettoni rimaste a disputare il campionato nazionale sovietico, una in seconda e l'altra in quarta serie).

### Formula
Il campionato era formato da dodici squadre che si incontrarono in gare di andata e ritorno per un totale di 22 turni; erano assegnati due punti alla vittoria, un punto al pareggio e zero per la sconfitta.
Le ultime due classificate erano retrocesse in 1. Līga.

## Squadre partecipanti
| Club             | Città      | Stagione precedente                        |
| ---------------- | ---------- | ------------------------------------------ |
| BJSS Daugavpils  | Daugavpils | 4º nel campionato lettone sovietico        |
| Dilar            | Ilūkste    | 7º nel campionato lettone sovietico        |
| Gauja Valmiera   | Valmiera   | 6º nel campionato lettone sovietico        |
| Kompar-Daugava   | Riga       | 22º in Pervaja Liga                        |
| Olimpija Liepāja | Liepāja    | 3º nel campionato lettone sovietico        |
| Pārdaugava       | Riga       | 2º nel campionato lettone sovietico        |
| RAF Jelgava      | Jelgava    | 3° nel Girone 6 della Vtoraja Nizšaja Liga |
| Skonto           | Riga       | Campione della RSS Lettone                 |
| Starts           | Brocēni    | 9º nel campionato lettone sovietico        |
| Torpedo Riga     | Riga       | 8º nel campionato lettone sovietico        |
| Vairogs Rēzekne  | Rēzekne    | 10º nel campionato lettone sovietico       |
| VEF Riga         | Riga       | 5º nel campionato lettone sovietico        |

## Classifica finale
|                     | Pos. | Squadra          | Pt | G  | V  | N | P  | GF | GS | DR  |
| ------------------- | ---- | ---------------- | -- | -- | -- | - | -- | -- | -- | --- |
| Lettonia (bandiera) | 1.   | Skonto           | 38 | 22 | 18 | 2 | 2  | 51 | 10 | +41 |
|                     | 2.   | RAF Jelgava      | 38 | 22 | 17 | 4 | 1  | 43 | 6  | +37 |
|                     | 3.   | VEF Riga         | 33 | 22 | 14 | 5 | 3  | 46 | 14 | +32 |
|                     | 4    | Pārdaugava       | 29 | 22 | 13 | 3 | 6  | 45 | 22 | +23 |
|                     | 5.   | Kompar-Daugava   | 28 | 22 | 11 | 6 | 5  | 48 | 19 | +29 |
|                     | 6.   | Olimpija Liepāja | 25 | 22 | 10 | 5 | 7  | 33 | 25 | +8  |
|                     | 7.   | BJSS Daugavpils  | 19 | 22 | 8  | 3 | 11 | 25 | 35 | -10 |
|                     | 8.   | Torpedo Riga     | 17 | 22 | 5  | 7 | 10 | 28 | 40 | -12 |
|                     | 9.   | Vairogs Rēzekne  | 16 | 22 | 7  | 2 | 13 | 29 | 43 | -14 |
|                     | 10.  | Gauja Valmiera   | 15 | 22 | 6  | 3 | 13 | 26 | 48 | -22 |
|                     | 11.  | Starts           | 4  | 22 | 2  | 0 | 20 | 19 | 76 | -57 |
|                     | 12.  | Dilar            | 2  | 22 | 0  | 2 | 20 | 10 | 65 | -55 |

### Finale scudetto
| Riga 22 ottobre 1992                                                 | Skonto    | 3 – 2 | RAF Jelgava |  |
| \| \| \| \| \| Astafjevs 3’ Jeļisejevs 44’, 47’ \| Marcatori \| ? \| |           |       |             |  |
|                                                                      |           |       |             |  |
| Astafjevs 3’ Jeļisejevs 44’, 47’                                     | Marcatori | ?     |             |  |

### Verdetti
- Skonto Rīga Campione di Lettonia 1992 e qualificato al turno preliminare di UEFA Champions League.
- RAF Jelgava qualificato al turno preliminare di Coppa delle Coppe come vincitore della Coppa di Lettonia.
- Starts e Dilar retrocesse in 1. Līga 1993.

## Classifica marcatori
| Gol |  |  | Giocatore              | Squadra         |
| --- |  |  | ---------------------- | --------------- |
| 19  |  |  | Vjačeslavs Ževņerovičs | VEF Riga        |
| 12  |  |  | Aleksejs Semjonovs     | Skonto          |
| 12  |  |  | Modris Zujevs          | RAF Jelgava     |
| 12  |  |  | Dzintars Savaļnieks    | Gauja Valmiera  |
| 10  |  |  | Jurijs Hudjakovs       | Kompar-Daugava  |
| 10  |  |  | Aivars Pozņaks         | Vairogs Rēzekne |